# Marko Perković
Marko Perković (ur. 27 października 1966 w Čavoglave) – chorwacki muzyk, założyciel zespołu Thompson, w którym nieprzerwanie od 1991 r. pełni rolę głównego wokalisty. Posługuje się pseudonimem „Thompson”, pochodzącym z czasów, gdy w latach 1991–1995 walczył jako żołnierz podczas wojny w Chorwacji, a jego podstawową bronią był pistolet maszynowy Thompson.
W czerwcu 2008 r. został sklasyfikowany przez tygodnik Globus jako trzecia najbardziej wpływowa osoba w chorwackim showbiznesie.